# Hadites tegenarioides
Genre
Espèce
Hadites tegenarioides, unique représentant du genre Hadites, est une espèce d'araignées aranéomorphes de la famille des Agelenidae.

## Distribution
Cette espèce est endémique de Croatie.

## Description
La femelle mesure 4 mm.

## Publication originale
- Keyserling, 1862 : Beschreibung einer neuen Spinne aus den Hohlen von Lesina. Verhandlungen der kaiserlich-königlichen zoologisch-botanischen Gesellschaft in Wien, vol. 12, p. 539-544 (texte intégral).